# Юссон
Юссо́н (фр. Husson) — колишній муніципалітет у Франції, у регіоні Нормандія, департамент Манш. Населення — 230 осіб (2011).
Муніципалітет був розташований на відстані близько 240 км на захід від Парижа, 80 км на південний захід від Кана, 65 км на південь від Сен-Ло.

## Історія
До 2015 року муніципалітет перебував у складі регіону Нижня Нормандія. Від 1 січня 2016 року належав до нового об'єднаного регіону Нормандія.
1 січня 2016 року Юссон, Феррієр, Ессе i Сент-Марі-дю-Буа було приєднано до муніципалітету Ле-Теєль.

## Демографія
Динаміка населення (Insee ):
Розподіл населення за віком та статтю (2006):
| Стать | Всього | До 15 років | 15-24 | 25-44 | 45-64 | 65-85 | Понад 85 |
| --- | ------ | ----------- | ----- | ----- | ----- | ----- | -------- |
| Чоловіки | 110    | 16          | 16    | 35    | 16    | 27    | 0        |
| Жінки | 116    | 24          | 4     | 28    | 16    | 36    | 8        |
| \| Статево-вікова піраміда \| Статево-вікова піраміда \| Статево-вікова піраміда \| \| ----------------------- \| ----------------------- \| ----------------------- \| \| Чоловіки \| Вік \| Жінки \| \| 0 \| 85 + \| 8 \| \| 0 \| 80-84 \| 8 \| \| 19 \| 75-79 \| 12 \| \| 8 \| 70-74 \| 8 \| \| 0 \| 65-69 \| 8 \| \| 8 \| 60-64 \| 4 \| \| 0 \| 55-59 \| 0 \| \| 0 \| 50-54 \| 8 \| \| 8 \| 45-49 \| 4 \| \| 12 \| 40-44 \| 4 \| \| 15 \| 35-39 \| 12 \| \| 4 \| 30-34 \| 12 \| \| 4 \| 25-29 \| 0 \| \| 4 \| 20-24 \| 4 \| \| 12 \| 15-20 \| 0 \| \| 8 \| 10-14 \| 12 \| \| 4 \| 5-9 \| 4 \| \| 4 \| 0-4 \| 8 \| |        |             |       |       |       |       |          |
| Статево-вікова піраміда |        |             |       |       |       |       |          |
| Чоловіки | Вік    | Жінки       |       |       |       |       |          |
| 0 | 85 +   | 8           |       |       |       |       |          |
| 0 | 80-84  | 8           |       |       |       |       |          |
| 19 | 75-79  | 12          |       |       |       |       |          |
| 8 | 70-74  | 8           |       |       |       |       |          |
| 0 | 65-69  | 8           |       |       |       |       |          |
| 8 | 60-64  | 4           |       |       |       |       |          |
| 0 | 55-59  | 0           |       |       |       |       |          |
| 0 | 50-54  | 8           |       |       |       |       |          |
| 8 | 45-49  | 4           |       |       |       |       |          |
| 12 | 40-44  | 4           |       |       |       |       |          |
| 15 | 35-39  | 12          |       |       |       |       |          |
| 4 | 30-34  | 12          |       |       |       |       |          |
| 4 | 25-29  | 0           |       |       |       |       |          |
| 4 | 20-24  | 4           |       |       |       |       |          |
| 12 | 15-20  | 0           |       |       |       |       |          |
| 8 | 10-14  | 12          |       |       |       |       |          |
| 4 | 5-9    | 4           |       |       |       |       |          |
| 4 | 0-4    | 8           |       |       |       |       |          |

## Економіка
2010 року серед 145 осіб працездатного віку (15—64 років) 91 була активною, 54 — неактивними (показник активності 62,8%, у 1999 році було 73,9%). З 91 активної мешканців працювало 85 осіб (49 чоловіків та 36 жінок), безробітними було 6 (3 чоловіки та 3 жінки). Серед 54 неактивних 17 осіб було учнями чи студентами, 26 — пенсіонерами, 11 були неактивними з інших причин.

У 2010 році в муніципалітеті числилось 102 оподатковані домогосподарства, у яких проживали 229,0 особи, медіана доходів виносила 13 709 євро на одного особоспоживача